# Adrian Ungur
Adrian Ungur (Pitești, 25 januari 1985) is een voormalig Roemeense tennisser. Hij heeft één ATP-toernooi gewonnen in het dubbelspel. Hij heeft in enkele Grand Slams gespeeld. Hij heeft negen challengers in het enkelspel en zes challengers in het dubbelspel op zijn naam staan.

## Jaarverslagen

### 2011
Hij kwalificeerde zich voor het ATP-toernooi van Acapulco (verloor van David Ferrer in de eerste ronde) en voor het ATP-toernooi van Belgrado (verloor van Novak Đoković in de tweede ronde). Hij speelde mee voor Roemenië in de Davis Cup. Hij kon zich dit jaar niet kwalificeren voor Roland Garros en Wimbledon. Hij won twee challengers toernooien in San Benedetto (versloeg Stefano Galvani) en in Manerbio (versloeg Peter Gojowczyk). Hij was finalist op de challenger van Palermo (verloor van Carlos Berlocq).

## Palmares

### Palmares enkelspel
| Nr.                  | Datum             | Toernooi      | Ondergrond | Tegenstander in finale      | Score          |
| -------------------- | ----------------- | ------------- | ---------- | --------------------------- | -------------- |
| Gewonnen challengers |                   |               |            |                             |                |
| 1.                   | 9 juni 2008       | Sofia         | Gravel     | Franco Ferreiro             | 6-3, 6-0       |
| 2.                   | 21 september 2009 | Palermo       | Gravel     | Albert Ramos                | 6-4, 6-4       |
| 3.                   | 4 juli 2011       | San Benedetto | Gravel     | Stefano Galvani             | 7-5, 6-2       |
| 4.                   | 22 augustus 2011  | Manerbio      | Gravel     | Peter Gojowczyk             | 4-6, 7-64, 6-2 |
| 5.                   | 6 augustus 2012   | Sibiu         | Gravel     | Victor Hănescu              | 6-4, 7-61      |
| 6.                   | 29 april 2013     | Tunis         | Gravel     | Diego Sebastian Schwartzman | 4-6, 6-0, 6-2  |
| 7.                   | 4 juni 2013       | Arad          | Gravel     | Marius Copil                | 6-4, 7-6(3)    |
| 8.                   | 4 juni 2013       | San Marino    | Gravel     | Antonio Veić                | 6-1, 6-0       |
| 9.                   | 21 september 2015 | Sibiu         | Gravel     | Pere Riba                   | 6-4, 3-6, 7-5  |

### Palmares dubbelspel
| Nr.                          | Datum             | Toernooi      | Ondergrond | Partner           | Tegenstanders in finale              | Score               | Details |
| ---------------------------- | ----------------- | ------------- | ---------- | ----------------- | ------------------------------------ | ------------------- | ------- |
| Gewonnen finales herendubbel |                   |               |            |                   |                                      |                     |         |
| 1.                           | 26 april 2015     | ATP Boekarest | Gravel     | Marius Copil      | Nicholas Monroe Artem Sitak          | 3-6, 7-5, [17-15]   | Details |
| Gewonnen challengers         |                   |               |            |                   |                                      |                     |         |
| 1.                           | 21 augustus 2006  | Manerbio      | Gravel     | Gabriel Moraru    | Michał Przysiężny Federico Torresi   | 6-3, 6-3            |         |
| 2.                           | 12 juli 2010      | Rimini        | Gravel     | Giulio Di Meo     | Juan Pablo Brzezicki Alexander Peya  | 7-66, 3-6, [10-7]   |         |
| 3.                           | 17 augustus 2014  | Cordenons     | Gravel     | Potito Starace    | František Čermák Lukáš Dlouhý        | 6-2, 6-4            |         |
| 4.                           | 7 september 2014  | Brașov        | Gravel     | Daniele Giorgini  | Aslan Karatsev Valeri Roednev        | 4-6, 7-6(4), [10-1] |         |
| 5.                           | 28 september 2014 | Sibiu         | Gravel     | Potito Starace    | Alexandru-Daniel Carpen Marius Copil | 7-5, 6-2            |         |
| 6.                           | 18 januari 2015   | Casablanca    | Gravel     | Laurynas Grigelis | Flavio Cipolla Alessandro Motti      | 3-6, 6-2, [10-5]    |         |

## Prestatietabellen
| Legenda | Legenda                          |
| ------- | -------------------------------- |
| g.t.    | geen toernooi gehouden           |
| l.c.    | lagere categorie                 |
| –       | niet deelgenomen                 |
| G       | uitgeschakeld in de groepsfase   |
| 1R      | uitgeschakeld in de eerste ronde |
| 2R      | uitgeschakeld in de tweede ronde |
| 3R      | uitgeschakeld in de derde ronde  |
| 4R      | uitgeschakeld in de vierde ronde |
| KF      | uitgeschakeld in de kwartfinale  |
| HF      | uitgeschakeld in de halve finale |
| F       | de finale verloren               |
| W       | het toernooi gewonnen            |
| w-v     | winst/verlies-balans             |

### Prestatietabel enkelspel
| Grandslamtoernooien   |      |      |     |        |
| Australian Open       | –    | 1R   | –   | 0-1    |
| Roland Garros         | 2R   | –    | 1R  | 1-2    |
| Wimbledon             | 1R   | 1R   | –   | 0-2    |
| US Open               | 1R   | 1R   | –   | 0-2    |
| Winst-verlies         | 1-3  | 0-3  | 0-1 | 1-7    |
| ATP World Tour Finals |      |      |     |        |
| ATP World Tour Finals | –    | –    |     | 0-0    |
| ATP Masters 1000      |      |      |     |        |
| Indian Wells          | –    | –    | –   | 0-0    |
| Miami                 | –    | –    | –   | 0-0    |
| Monte Carlo           | –    | –    | –   | 0–0    |
| Rome                  | 1R   | –    | –   | 0-1    |
| Madrid                | –    | –    | –   | 0-0    |
| Montréal/Toronto      | –    | –    | –   | 0–0    |
| Cincinnati            | –    | –    | –   | 0-0    |
| Shanghai              | –    | –    | –   | 0–0    |
| Parijs                | –    | –    | –   | 0-0    |
| Olympische Spelen     |      |      |     |        |
| Olympische Spelen     | 1R   | g.t. | –   | 0-1    |
| Statistieken          |      |      |     |        |
| Totaal aantal titels  | 0    | 0    | 0   | 0      |
| Totaal winst-verlies  | 1-12 | 2-9  | 2-6 | 18-42  |
| Eindejaarsranking     | 112  | 109  | 311 | n.v.t. |

### Prestatietabel (Grand Slam) dubbelspel
| Grandslamtoernooien   |     |        |
| Australian Open       | –   | 0-0    |
| Roland Garros         | –   | 0-0    |
| Wimbledon             | –   | 0-0    |
| US Open               | –   | 0-0    |
| Winst-verlies         | 0–0 | 0-0    |
| ATP World Tour Finals |     |        |
| ATP World Tour Finals | –   | 0-0    |
| Olympische Spelen     |     |        |
| Olympische Spelen     | 1R  | 0-1    |
| Statistieken          |     |        |
| Totaal aantal titels  | 0   | 0      |
| Eindejaarsranking     | 410 | n.v.t. |